# Andraste
Andraste, também conhecida como Andrasta ou Andred, foi, de acordo com o historiador romano Dião Cássio, uma deusa da guerra icena invocada por Boadiceia em sua luta contra a ocupação romana da Britânia em 61 d.C. Ela pode ser a mesma que Andate, mencionada mais tarde pela mesma fonte e descrita como "seu nome para a Vitória": i.e., a deusa Vitória.
Thayer declara que ela pode estar relacionada à Andarta também. A deusa Vitória está relacionada à Nice, Belona, Magna Mater (Grande mãe), Cibele e Vacuna — deusas que frequentemente são retratadas sobre carruagens.
Muitas fontes neopagãs descrevem a lebre como sagrada para Andraste. Isto parece derivar de uma má leitura da passagem em Dião Cássio na qual Boadiceia solta uma lebre de seu vestido:
"Deixe-nos, portanto, ir contra [os romanos], confiando audaciosamente na boa sorte. Deixe-nos mostrar a eles que eles são lebres e raposas tentando governar cachorros e lobos."

Quando ela [Boadiceia] havia terminado de falar, empregou uma espécie de adivinhação, deixando uma lebre escabar da dobra de seu vestido; e como ela correu para o que eles consideram lado auspicioso, a multidão inteira gritou com prazer e Boadiceia, erguendo sua mão em direção ao céu, disse: "Agradeço a você, Andraste, e peço a você falando de mulher para mulher […] Imploro a você por sua vitória e preservação da liberdade."
A soltura da lebre é descrita como uma técnica de adivinhação, com um augúrio esboçado pela direção na qual ela corre. Isto parece ser semelhante aos métodos romanos de adivinhação que atribuem significados às direções nas quais os pássaros voam, com o lado esquerdo sendo auspicioso e o lado direito desfavorável.